# Tranquilline
Furia Sabina Tranquillina (en français, Tranquilline) est la fille de Timésithée, préfet du prétoire de l'empereur Gordien III. Elle est réputée pour sa beauté, son caractère doux et ses mœurs pures.

## Biographie
En 241, le père de Tranquilina est nommé à la tête de la garde prétorienne par l’empereur Gordien III. En mai de la même année, Tranquilline épouse Gordien. Elle devient impératrice et reçoit le titre honorifique d’Augusta. Par ce mariage, le jeune empereur confirme la nécessité politique de Timésithée et la pertinence de Tranquillina en tant qu’impératrice. Elle est appréciée en tant qu'impératrice au point que les matrones romaines lui font élever une statue, et que divers monuments lui sont dédiés dans les provinces romaines.
En 243, son père meurt et est remplacé par Philippe l’Arabe à la tête de la garde prétorienne. Quand Gordien est tué en février 244, Philippe devient empereur. Tranquilline survit à son mari mais rentre dans la vie privée. Elle n’a pas de fils mais Christian Settipani suggère qu’ils ont une fille, Furia, née en 244 qui épouse Marcus Maecius Orfitus, fils de Marcus Maecius Probus.

## Sources
- (en) Cet article est partiellement ou en totalité issu de l’article de Wikipédia en anglais intitulé « Tranquillina » (voir la liste des auteurs).